# Бутаков, Иван Иванович
Иван Иванович Бутаков (1822—1882) — русский контр-адмирал. Известен своим участием в кругосветных путешествиях, его именем названы мыс и остров в Японском море.

## Биография
Родился 26 февраля (10 марта) 1822 года в дворянской семье Бутаковых, потомственных моряков. По примеру своего отца и старших братьев, поступил в Морской кадетский корпус, который окончил 11 декабря 1839 года с производством в чин мичмана и назначением в Черноморский флот Российской империи.
В 1840—1841 годах юный офицер крейсировал на различных судах у берегов Кавказа, а в 1842—1843 годах совершил плавание в Средиземное море.
В должности старшего офицера 52-пушечного фрегата «Паллада» лейтенант Бутаков совершил в 1852 году переход из Кронштадта в Сингапур, откуда с донесением от вице-адмирала Е. В. Путятина вернулся на родину. В должности старшего офицера фрегата «Диана» совершил плавание на Дальний Восток, где 11 апреля 1854 года был назначен командиром 52-пушечного фрегата «Паллада», а 16 апреля был произведен в чин капитан-лейтенанта.
В 1854 году экипажем фрегата «Паллада» в честь И. И. Бутакова мысу в Японском море (залив Петра Великого) было присвоено название скала Бутакова (позже, в 1862—1863 экспедицией В. М. Бабкина данный мыс был переименован и назван «Фальшивый островок» (из-за характерной формы), а имя И. И. Бутакова было присвоено рядом расположенному мысу).
В связи с началом Крымской войны и возможностью захвата «Паллады» неприятельскими кораблями, 18 января 1855 года по приказу контр-адмирала В. С. Завойко Бутаков затопил фрегат. В 1855 году он командовал гребной флотилией из двенадцати судов в устье Амура и был награждён орденом Святой Анны 2-й степени.
После окончания военных действий Бутаков командуя 10-пушечным транспортом «Двина» совершил плавание мимо мыса Горн в Балтийское море, завершив своё кругосветное плавание.
В течение двух лет капитан 2-го ранга Бутаков находился в командировке в Бордо, где наблюдал за строительством 40-пушечного парусно-винтового фрегата «Светлана», которым затем командовал в Средиземном море. В 1862 году он был награждён «За беспорочную выслугу, в офицерских чинах, 18-ти шестимесячных морских кампаний» орденом Святого Владимира 4-й степени с бантом.
В 1862 году в чине капитана 1-го ранга Бутаков командовал 45-пушечным парусно-винтовым фрегатом «Ослябя» в Средиземном море, а в 1863 году в составе Атлантической эскадры под командованием контр-адмирала С. С. Лесовского совершил переход в Нью-Йорк.
В 1864 году Иван Иванович вернулся на родину, где был назначен 10 мая в связи с обострением русско-британских отношений и возможностью появления британской эскадры в Балтийском море начальником южного фланга обороны Кронштадта.
В 1865 году Бутаков был назначен командиром 70-пушечного парусно-винтового фрегата «Генерал-адмирал», командуя которым, ходил в Балтийском море, а в 1866 году совершил переход в Средиземное море, где организовал вывоз с острова Крит греческих беженцев во время антитурецкого восстания, за что был награждён греческим орденом Спасителя.

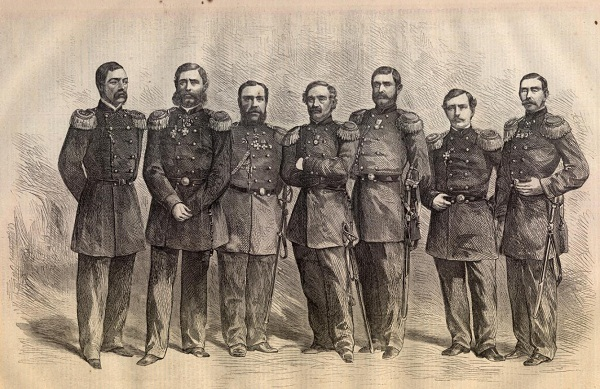
Капитаны экспедиции русского флота к берегам Северной Америки. Слева направо: П. А. Зелёной (клипер «Алмаз»), И. И. Бутаков (фрегат «Ослябя»), М. Я. Федоровский (фрегат «Александр Невский»), адмирал С. С. Лесовский (командир эскадры), Н. В. Копытов (фрегат «Пересвет»), О. К. Кремер, (корвет «Витязь»), Р. А. Лунд (корвет «Варяг»).

10 июля 1867 года Иван Иванович был назначен командующим отрядом судов в Средиземном море, подняв брейд-вымпел на корвете «Память Меркурия», а 15 октября того же года был произведён в чин контр-адмирала. Корвет «Память Меркурия» и шхуна «Бомбары», входившие в состав Средиземноморского отряда, продолжали перевозку беженцев с острова Крит на материковую Грецию и заслуги Бутакова в организации этой экспедиции были отмечены награждением его греческим орденом Спасителя большого креста.
К 1868 году большая часть побережья Крита была захвачена турецкими войсками и поэтому перевозка беженцев была прекращена. Контр-адмирал Бутаков остался на Средиземном море, занимаясь боевой подготовкой кораблей и выполняя поручения русских послов и консулов. В ноябре 1869 года клипер «Яхонт», находившийся под его флагом, принимал участие в церемонии открытия Суэцкого канала. Заслуги Ивана Ивановича были отмечены награждением его 2 марта 1870 года орденом Святого Станислава 1-й степени и зачислением в 1872 году в Свиту Его Императорского Величества. В дальнейшем И. И. Бутаков продолжал служить на Средиземном море, командуя Средиземноморской эскадрой.
В 1876 году появилась угроза военного вмешательства Великобритании против России во время балканских конфликтов. В связи с этим Средиземноморская эскадра была переформирована и отправлена к атлантическим берегам Северо-Американских Соединённых Штатов. 4 декабря он был утверждён в должности командующего отдельного отряда судов в составе «Второй американской экспедиции». В случае начала боевых действий отряд должен был приступить к крейсерским операциям на торговых путях Великобритании в Атлантическом океане. В состав эскадры входили фрегат «Светлана», корветы «Богатырь» и «Аскольд», клипер «Крейсер». 1 января 1877 года Иван Иванович был награждён орденом Святого Владимира 2-й степени. В связи с тем, что Великобритания не пошла на открытый конфликт с Россией, 29 апреля 1877 года эскадра была отозвана в Кронштадт. В связи с началом Русско-турецкой войны, ещё по приходе в Брест отряд был расформирован, а её командующий назначен помощником начальника морской и береговой обороны Кронштадта.
10 декабря 1879 года заслуженного адмирала назначили эскадр-майором Его Императорского Величества и по этой должности он сопровождал государя на пароходе «Эриклик» в Средиземном море и на яхте «Штандарт» в Балтийском море. 20 апреля 1880 года император назначил его своим генерал-адъютантом с оставлением в занимаемой должности.
Иван Иванович Бутаков скоропостижно скончался в возрасте шестидесяти лет от аневризмы 18 (30) апреля 1882 г. и был похоронен на Никольском кладбище Александро-Невской Лавры в Санкт-Петербурге.

## Семья

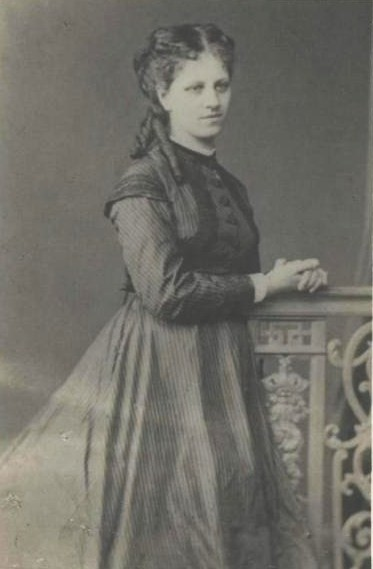
Вера Васильевна, жена

Законной женой его была, родившаяся в Сибири (в Красноярске), дочь декабриста Василия Львовича Давыдова, Вера Васильевна (1843—1920), при рождении получившая фамилию Васильева. В 1856 году вместе с братьями и сестрами она была восстановлена в правах дворянства. С 1856 года жила с матерью в имение Каменка, Киевской губернии. Увлекалась музыкой и хорошо рисовала. С 1866 по 1868 года Верой Васильевной был увлечен композитор П. И. Чайковский и посвятил ей пьесы для фортепиано «Воспоминания о Гапсале». Их дружеские отношения сохранились до конца жизни. Была женщиной светской, любила балы и аристократические салоны. Благодаря замужеству получила доступ ко двору, стала кавалерственной дамой ордена Св. Екатерины малого креста. Свободный характер её отношений с мужем описан в повести К. М. Станюковича «В море!» (в повести выведена под именем адмиральши Нины Марковны). 
Во время пребывания в Греции у И. И. Бутакова родилось несколько детей; вероятно его сыном был, родившийся вне брака от гречанки, Дмитрий Иванович Бутаков (10.12.1870 — 1925) — полковник, командир 2-го Аргунского полка Забайкальского казачьего войска в 1914 году; участник Белого движения.
В Посольской церкви в Афинах были крещены два сына Ивана Ивановича и Веры Васильевны:
- Григорий ((21.02.1873—1960)[4]
- Иван (05.03.1874—1879)[5].

В Санкт-Петербурге у них родились два сына:
- Степан (1879—?), командир транспорта «Мурман», его именем названы остров и банка в Баренцевом море.
- Александр (1881—1914), капитан 2-го ранга, погиб в сражении.